# Ulrich von Tegerfelden
Ulrich von Tegerfelden († 12. April zwischen 1200 und 1204 in St. Gallen) war Bischof von Chur und Abt von St. Gallen.

## Leben
Ulrich entstammt dem aargauischen Geschlecht der Freiherren von Tegerfelden, sein Neffe Konrad war Bischof von Konstanz. Er war von 1166 bis 1167 Propst und ab 1167 Abt in Sankt Gallen. Er wurde 1170 zum Bischof von Chur gewählt, behielt jedoch sein Amt als Abt bei. In seiner Amtszeit wurde der Neubau der Kathedrale begonnen, deren Chor 1178 durch Bischof Berno von Schwerin geweiht wurde. Nachdem sich das 3. Laterankonzil gegen die Häufung kirchlicher Ämter ausgesprochen hatte, verzichtete er 1179 auf das Bistum Chur, blieb jedoch Abt von St. Gallen. Als Abt von St. Gallen erneuerte er 1187 die bestehende Gebetsverbrüderung mit dem Erzstift Mainz. 1199, kurz vor seinem Tode, verzichtete er auch auf die Abtswürde. Er starb an einem 12. April, das genaue Todesjahr ist nicht bekannt. Ulrich wurde vermutlich nie zum Bischof geweiht, worauf auch die Weihe der Kathedrale durch Berno hindeutet.